# 우파 연합 (러시아)
우파 연합/우파 세력 동맹(러시아어: Сою́з пра́вых сил/СПС, 영어: Union of Right Forces)은 러시아의 전 정당이자, 시민단체이다.
정치적으로는 옐친정권의 세력을 대변하는 것이었다. 1999년 12월 19일, 러시아 하원 국가 회의 선거에서 푸틴정권을 지지해 의석 31석과 득표율 6,89%를 획득했다.
그러나 정당의 이익을 대표하는 우파 세력 동맹과 정당을 극히 제한하는 푸틴 정권은 점차 대립하게 되었다. 라이벌파의 정당 야블로코가 푸틴 정권에 의해 체포된 유코스의 자리를 뽐내며 자부하면서 돌고프스키 사장으로부터 자금 제공을 받고 있던 것이 발각되면서, 우파 세력 동맹도 신흥 재벌에 불만을 품은 국민의 지지를 급속히 잃었다.
2003년 12월에 행해진 국가 회의 선거에서는 여당 "통합 러시아"가 예상을 크게 웃돌아 과반수의 의석을 획득해 압승하면서, 우파 세력 동맹은 득표율 5%를 넘을 수가 없었고 의회에서 자취를 감출 정도로 몰락하자 자진해산하였다.
야블로코와 사실상 마찬가지로 서방과의 관계를 중시하는 성향이다.
2012년 레오니드 고즈만은 우파 연합을 시민단체로 등록하며, 부활을 알렸다.

## 같이 보기
- 러시아의 정당
- 시민단체